# Moerser SC
Moerser SC – niemiecki męski klub siatkarski z Moers założony w 1985 roku. Obecnie występuje w 1. Bundeslidze.

## Sukcesy
- Mistrzostwo Niemiec (1): 1992
- Puchar Niemiec (2): 1991, 1993
- Puchar CEV (1): 1990

## Kadra w sezonie 2009/2010

### Sztab szkoleniowo-techniczny
- Trener:  Chang Cheng Liu
- Asystent trenera:  Simon Brimmers
- Team manager:  Heinz Reintges
- Lekarz:  Martin von Schroeter
- Fizjoterapeuta:  Michaela Schwellnus
- Łowca talentów (scout):  Julius Brimmers

### Zawodnicy
| Numer | Imię i nazwisko                | Narodowość | Data urodzenia | Wzrost (cm) | W klubie od | Pozycja      |
| 1     | Tobias Neumann                 | Niemcy     | 07.09.1988     | 204         | 2008        | rozgrywający |
| 2     | Dirk Grübler                   | Niemcy     | 23.02.1981     | 206         | 2009        | środkowy     |
| 3     | Tim Broshog                    | Niemcy     | 02.12.1987     | 205         | 2008        | środkowy     |
| 4     | Robin Gietzelt                 | Niemcy     | 14.04.1987     | 199         | 2009        | rozgrywający |
| 5     | Henning Wegter                 | Niemcy     | 20.03.1987     | 200         | 2009        | środkowy     |
| 6     | Gábor Nacsa                    | Węgry      | 24.08.1982     | 200         | ?           | przyjmujący  |
| 7     | Dominik Sikorski               | Niemcy     | 01.12.1991     | 202         | 2008        | przyjmujący  |
| 8     | Marvin Prolingheuer            | Niemcy     | 29.06.1990     | 208         | 2009        | atakujący    |
| 9     | Carlos Alberto Calderón Capote | Niemcy     | 28.06.1989     | 195         | 2008        | przyjmujący  |
| 10    | Victor Bird                    | Portoryko  | 16.03.1982     | 197         | 2009        | atakujący    |
| 11    | Szabolcs Németh                | Węgry      | 14.02.1986     | 200         | 2009        | przyjmujący  |
| 12    | Carlos Eduardo Viana           | Brazylia   | 18.09.1982     | 180         | 2009        | libero       |